# 施肇基
施 肇基（し ちょうき）は、清末、中華民国の外交官・政治家。北京政府、国民政府において駐米公使、駐英公使等をつとめた中華民国を代表する外交官の1人である。字は植之。祖籍は浙江省杭州府銭塘県（現：杭州市）。なお、英語名のAlfred Sao-ke Szeとしても知られる。

## 事績

### 清末の活動
父は挙人で、絹の輸出により富裕な家庭であった。施肇基は、1886年（光緒12年）に南京の江寧府同文館で英文を学ぶ。翌年から上海の聖ヨハネ学院（後の聖ヨハネ大学）で3年間学んだ。1890年（光緒26年）、国文学院に入学している。
1893年（光緒19年）、駐米公使楊儒に随従して渡米し、翻訳生をつとめた。1897年（光緒23年）、コーネル大学で研究に従事している。1899年（光緒25年）、楊儒が駐露公使に転じたことに伴い、施もこれに随従している。その後、再びコーネル大学に戻り、文学修士号を取得した。
1902年（光緒28年）に帰国して、施肇基は湖広総督衙門洋務文案兼留美（米）学生監督となる。後に幣制局督弁となった。1905年（光緒31年）、端方ら五大臣が憲政考察のために外国視察に赴いた際に、施はこれに随従して一等参賛官に任じられた。なお、この直前に、唐紹儀の姪である唐玉華と結婚している。帰国後、施は法政科最優等の進士となった。
1907年（光緒33年）、京奉鉄路局会弁に任じられる。翌年には、吉林西北路兵備道兼浜江関監督、吉林林業局監督に異動した。1909年（宣統元年）、吉林交渉使に昇進し、対外事務を主管した。なお同年10月26日に、ハルビンで伊藤博文暗殺事件が発生したため、施がその事後処理を担当している。
翌年、北京に戻って外務部右丞に任じられ、1911年（宣統3年）、外務部左丞に異動した。同年10月、アメリカ等公使に任命されて出国準備を進めていたが、辛亥革命のために中止した。

### 民初外交での活躍

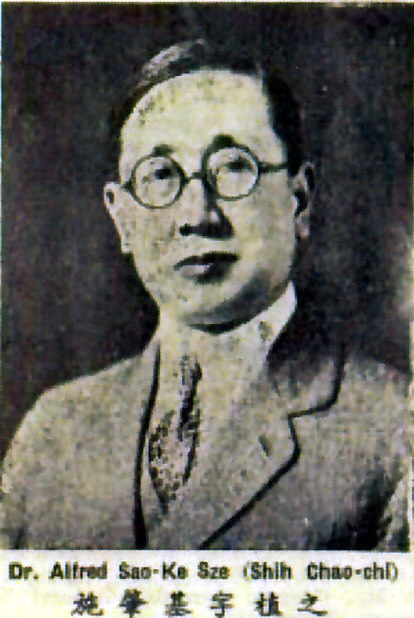
施肇基別影(1)

中華民国成立後の1912年（民国元年）3月、唐紹儀が民国最初の内閣を組織し、その翌月に施肇基は交通総長に任命された。しかし、袁世凱の干渉に耐えかねた唐は6月に辞職に追い込まれ、施もまた唐に従った。1914年（民国3年）6月、駐英公使に任命され、以後7年間同職にあった。1919年（民国8年）のパリ講和会議にも代表団として出席する。山東問題などへの反発から、施もヴェルサイユ条約調印拒否に賛成している。
1921年（民国10年）2月、施肇基は、顧維鈞と役職を入れ替わる形で駐米公使に異動する。同年から開始されたワシントン会議にも、施は全権代表の1人として参加した。このときの施は、顧らとともに不平等条約撤廃、租借地返還、関税自主権回復などを目指し、列強を相手に懸命に交渉している。しかし、列強も譲らず、これらの実現はならなかった。1920年（民国11年）2月、北京政府の命もあって、施が中国を代表して九カ国条約に調印した。
帰国後の1923年（民国12年）1月、張紹曽内閣で外交総長に任命される。ところが翌月、参議院議員を接待するための宴席を設けようとしなかった、という理由により、参議院が施の任命を拒否し、外交総長から罷免に追いやられてしまった。3月、駐米公使に再任される。1926年（民国15年）5月には顔恵慶内閣で外交総長に任命された。しかし、短期間で顔内閣が崩壊したため、やはりすぐに駐米公使に復帰した。

### 国民政府時代の活動

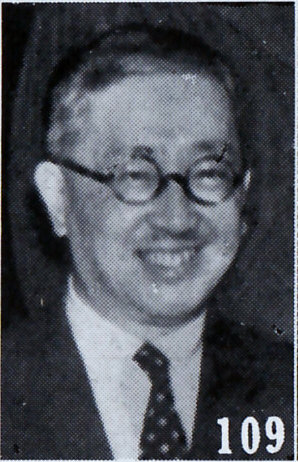
施肇基別影(2)

国民政府の北伐に対しては、施肇基は支持の態度をとり、外国に対して中国へ介入しないよう求めた。1928年（民国17年）7月、国民政府により施の駐米公使の地位が確認され、同年11月、駐英全権公使に異動した。1930年（民国19年）、国際連盟中国全権代表兼理事会理事をつとめる。
1931年（民国20年）9月、満洲事変が勃発すると、施肇基は、日本の軍事行動は国際的公理に反するとして、国際連盟を舞台にこれを激しく批判・非難した。しかし、蔣介石は不拡大方針（不抵抗方針）を指示し、11月25日、やむなく施はその訓令に基づいて錦州を中立区とする提案を行うに至る。これは国内世論の激しい反発に遭ったため、12月4日に撤回した。結局、世論との板ばさみに悩んだ施は翌日に辞意を示し、翌年1月、顔恵慶がその後任となった。
1933年（民国22年）、施肇基は駐米公使に返り咲く。1935年（民国24年）6月、中米双方が使節の昇格を行い、施が初代駐米大使となった。翌年8月、大使を辞任し、帰国すると上海に寓居した。日中戦争（抗日戦争）が勃発すると、救護活動に従事し、諸外国に中国支援を求める活動を行った。1941年（民国30年）にはアメリカに向かい、やはり中国のための支援活動を継続している。
1945年（民国34年）、サンフランシスコで開催された国際連合憲章制定会議において、施肇基は中国代表団の顧問をつとめた。1948年（民国37年）、国際復興開発銀行顧問委員会委員兼顧問に任じられている。
1958年1月3日、ワシントンD.C.で病没。享年82（満80歳）。